# 祝顥
祝顥（1405年—1483年），字维清，號侗軒。南直隶长洲縣人（今屬苏州市）人，明朝政治人物。

## 生平
宣德十年（1435年），祝顥舉乙卯科應天鄉試第五名，正統四年（1439年）中式己未科進士。宫中內侍曾傳旨召試能文者四人，祝顥参與選拔，进入掖門，明白是為選人教授小太監，于是不試而出。授官行在刑科給事中，丁内检归。因土木之变景帝令夺情，以都御史起復，不奉詔。服除，乃復前职，尋升山西布政使司右參政，专督粮储，均有聲名。六十岁时致仕归乡，卒年七十九。

## 家族
元朝有松江祝碧山，任平江路总管，卒葬吴中。子祝九鼎遂著籍長洲。九鼎生子潜，子潜生景章，皆不仕。景章生焕文，是为祝顥之父。
祝顥有孙祝允明。《明史》列其事於祝允明傳中。